# Камэяма, Кохэй
Кохэй Камэяма (яп. 亀山 耕平 Камэяма Кохэй, р.28 декабря 1988) — японский гимнаст, чемпион мира.
Родился в 1988 году в городе Сендай префектуры Мияги. В 2013 году завоевал золотую медаль чемпионата мира в упражнениях на коне. В 2014 году стал серебряным призёром чемпионата мира в составе команды.